# Iván Rivas
Iván David Rivas Mendoza (Bogotá, Colombia; 10 de marzo de 1988) conocido simplemente como "El Bebé Rivas" es un futbolista colombiano. Juega de delantero. Actualmente se desempeña en Patriotas Boyacá de la Categoría Primera A de Colombia.

## Clubes

### Como jugador
| Club                 | País     | Año         |
| -------------------- | -------- | ----------- |
| Bogotá F. C.         | Colombia | 2006 - 2008 |
| Depor de Jamundí     | Colombia | 2008        |
| La Equidad           | Colombia | 2011 - 2014 |
| Santa Fe             | Colombia | 2015        |
| Cúcuta Deportivo     | Colombia | 2015        |
| Tigres               | Colombia | 2017        |
| Patriotas Boyacá     | Colombia | 2018        |
| Junior               | Colombia | 2018 - 2019 |
| Águilas Doradas      | Colombia | 2019 - 2020 |
| Deportivo Pasto      | Colombia | 2021-I      |
| Atlético Bucaramanga | Colombia | 2022        |
| Patriotas Boyacá     | Colombia | 2023- act   |

### Como asistente técnico
| Club             | País     | Año           |
| ---------------- | -------- | ------------- |
| Patriotas Boyacá | Colombia | 2023-presente |

## Estadísticas
| Club                        | Div.          | Temporada     | Liga  | Liga  | Copa Nacional | Copa Nacional | Copa Internacional | Copa Internacional | Total | Total |
| Club                        | Div.          | Temporada     | Part. | Goles | Part.         | Goles         | Part.              | Goles              | Part. | Goles |
| --------------------------- | ------------- | ------------- | ----- | ----- | ------------- | ------------- | ------------------ | ------------------ | ----- | ----- |
| Bogotá F. C. · Colombia     | 2.ª           | 2006          |       |       | —             | —             | —                  | —                  |       |       |
| Bogotá F. C. · Colombia     | 2.ª           | 2007          |       |       | —             | —             | —                  | —                  |       |       |
| Bogotá F. C. · Colombia     | 2.ª           | 2008          |       |       | 0             | 0             | —                  | —                  |       |       |
| Bogotá F. C. · Colombia     | Total club    | Total club    | 52    | 6     | 0             | 0             | 0                  | 0                  | 52    | 6     |
| Depor de Jamundí · Colombia | 2.ª           | 2008          | 17    | 0     | 0             | 0             | —                  | —                  | 17    | 0     |
| Depor de Jamundí · Colombia | Total club    | Total club    | 17    | 0     | 0             | 0             | 0                  | 0                  | 17    | 0     |
| La Equidad · Colombia       | 1.ª           | 2011          | 9     | 0     | 7             | 0             | 0                  | 0                  | 16    | 0     |
| La Equidad · Colombia       | 1.ª           | 2012          | 6     | 0     | 8             | 2             | 0                  | 0                  | 14    | 2     |
| La Equidad · Colombia       | 1.ª           | 2013          | 32    | 0     | 7             | 1             | 6                  | 0                  | 45    | 1     |
| La Equidad · Colombia       | 1.ª           | 2014          | 18    | 0     | 5             | 0             | —                  | —                  | 23    | 0     |
| La Equidad · Colombia       | Total club    | Total club    | 65    | 0     | 27            | 3             | 6                  | 0                  | 98    | 3     |
| Santa Fe · Colombia         | 1.ª           | 2015          | 4     | 0     | 0             | 0             | 0                  | 0                  | 4     | 0     |
| Santa Fe · Colombia         | Total club    | Total club    | 4     | 0     | 0             | 0             | 0                  | 0                  | 0     | 0     |
| Cúcuta Deportivo · Colombia | 1.ª           | 2015          | 3     | 0     | —             | —             | —                  | –                  | 3     | 0     |
| Cúcuta Deportivo · Colombia | Total club    | Total club    | 3     | 0     | 0             | 0             | 0                  | 0                  | 3     | 0     |
| Tigres · Colombia           | 1.ª           | 2017          | 32    | 2     | 3             | 1             | —                  | –                  | 35    | 3     |
| Tigres · Colombia           | Total club    | Total club    | 32    | 2     | 3             | 1             | 0                  | 0                  | 35    | 3     |
| Patriotas Boyacá · Colombia | 1.ª           | 2018          | 21    | 9     | 0             | 0             | —                  | –                  | 21    | 9     |
| Patriotas Boyacá · Colombia | Total club    | Total club    | 21    | 9     | 0             | 0             | 0                  | 0                  | 21    | 9     |
| Junior · Colombia           | 1.ª           | 2018          | 7     | 2     | 1             | 0             | 1                  | 0                  | 9     | 2     |
| Junior · Colombia           | Total club    | Total club    | 7     | 2     | 1             | 0             | 1                  | 0                  | 9     | 2     |
| Total carrera               | Total carrera | Total carrera | 200   | 19    | 31            | 4             | 7                  | 0                  | 238   | 23    |

## Palmarés

### Campeonatos nacionales
| Título                | Club     | País     | Año  |
| --------------------- | -------- | -------- | ---- |
| Superliga de Colombia | Santa Fe | Colombia | 2015 |
| Torneo Finalización   | Junior   | Colombia | 2018 |
| Superliga de Colombia | Junior   | Colombia | 2019 |
| Torneo Apertura       | Junior   | Colombia | 2019 |